# Theodor Lichtenhein
Theodor Lichtenhein est un joueur d'échecs américain d'origine prussienne né en janvier 1829 à Königsberg et mort le 19 mai 1874 à Chicago.

## Biographie et carrière
Né  en Prusse, Lichtenhein émigra aux États-Unis en novembre 1851. En 1856, il rejoignit le club d'échecs de New York et en devint le plus fort joueur. Lors du premier congrès américain d'échecs organisé à New York en 1857, il remporta le troisième prix après avoir battu Charles Henry Stanley, l'Anglais Frederick Perrin au deuxième tour (quart de finale), puis perdit contre Paul Morphy en demi-finale et remporté le match de classement pour la troisième place face à Benjamin Raphael.
Theodor Lichtenhein fut élu président du club d'échecs de New York en 1858.